# 李英才
李 英才（イ・ヨンジェ、韓国語: 이영재、1994年9月13日 - ）は、韓国ソウル特別市出身のプロサッカー選手。韓国代表。Kリーグ1・全北現代モータース所属。ポジションはミッドフィールダー。
全北現代は「左足の魔法使い」と称している。

## 来歴

### クラブ
2014年12月9日に行われた2015Kリーグドラフトにて新人自由契約選手3人の中の1人としてKリーグクラシックの蔚山現代FCに入団。なお、Kリーグドラフトはこの年を最後に完全に廃止されている。
2016年1月7日、トレードの形でKリーグチャレンジに降格した釜山アイパークへ期限付き移籍。一方、釜山からは李庭協が蔚山へ期限付き移籍した。
2019年1月5日、AFCチャンピオンズリーグ2019に出場する慶南FCに移籍。
2019年7月15日、江原FCに移籍。江原はウロシュ・ジェリッチを慶南に放出する代わりに移籍金に加えて李英才を獲得した。
江原との契約期間が残り1年となった2020年12月、江原とKリーグ1に昇格する水原FCとの間で安柄俊との交換トレードが浮上。安柄俊に関してはメディカルチェックで問題が見つかったため破談となったが、李英才の方は水原が移籍金を支払って予定通り獲得することになり、2021年1月19日に水原移籍が正式に発表された。
2021年12月7日、国軍体育部隊は金泉尚武FC5期メンバーとなる「2022年1次国軍代表（尚武）運動選手」最終合格者4名を発表し、その中に李英才も含まれた。12月27日に忠清南道論山市の陸軍訓練所に入所。
2023年6月26日、李英才ら金泉尚武5期メンバー4人が予定通り18ヶ月の服務を終えて転役し、水原に復帰。
2024年1月8日、全北現代モータースに移籍。

### 代表
2015年2月、タイ王国のキングスカップに出場するU-23韓国代表に選出。2016年リオデジャネイロオリンピックのアジア最終予選を兼ねた2016年1月のAFC U-23選手権2016にも出場したが、リオ五輪の本戦メンバーには落選した。
2019年11月28日、EAFF E-1サッカー選手権2019に出場する韓国代表メンバーに招集され、12月11日に行われた香港代表戦で後半40分に金甫炅との交代で出場し、A代表デビューを果たした。

## 所属クラブ
- 2003年 - 2006年  ソウル崇信初等学校（朝鮮語版）
- 2007年 - 2009年  一東中学校（朝鮮語版）
- 2010年 - 2011年  長薰高等学校（朝鮮語版）
- 2012年  河南FC（河南高等学校（朝鮮語版））
- 2013年 - 2014年  龍仁大学校
- 2015年 - 2018年  蔚山現代FC
  - 2016年  釜山アイパーク（期限付き移籍）
- 2019年  慶南FC
- 2019年 - 2020年  江原FC
- 2021年 - 2023年  水原FC
  - 2022年 - 2023年  金泉尚武FC（兵役）
- 2024年 -  全北現代モータース

## 代表歴
- U-23韓国代表
- 韓国代表

## タイトル
蔚山現代
- 韓国FAカップ 1回 (2017)

韓国代表
- EAFF E-1サッカー選手権：1回（2019年）